# توني رومانو (ملحن)
توني رومانو (بالإنجليزية: Tony Romano)‏ هو ملحن ومغني أمريكي، ولد في 26 سبتمبر 1915 في ماديرا في الولايات المتحدة، وتوفي في 4 مارس 2005 في سانتا آنا في الولايات المتحدة.

## وصلات خارجية
- توني رومانو على موقع IMDb (الإنجليزية)
- توني رومانو على موقع ميوزك برينز (الإنجليزية)
- توني رومانو على موقع أول ميوزيك (الإنجليزية)
- توني رومانو على موقع قاعدة بيانات الفيلم (الإنجليزية)